# Décès en 1272
Décès
- 1268
- 1269
- 1270
- 1271
- 1272
- 1273
- 1274
- 1275
- 1276

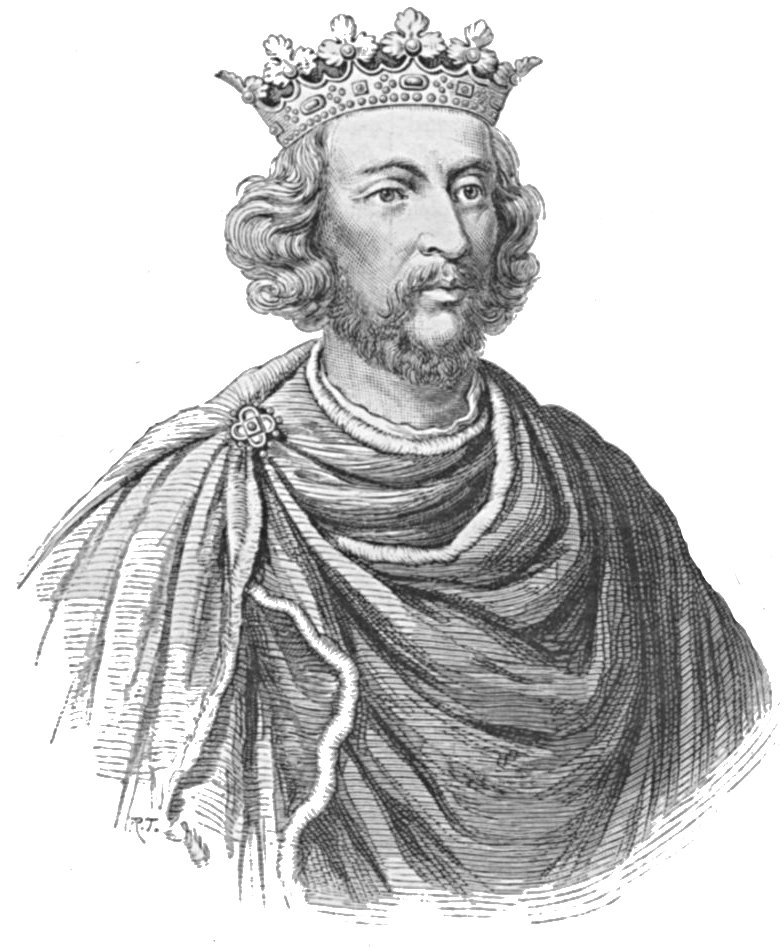
Henri III, mort en 1272.

Cette page dresse une liste de personnalités mortes au cours de l'année 1272 :
- 18 janvier : Henri de Linange, évêque de Spire et chancelier du Saint-Empire romain germanique.
- 1er février : Ripert de Viens, prévôt du chapitre de la cathédrale d'Apt, puis d'évêque d'Apt.
- 14 mars : Enzio, ou Enzio de Sardaigne, roi de Sardaigne, écrivain et poète.
- 15 mars : Hōjō Tokisuke, membre du clan Hōjō, est le troisième minamikata rokuhara Tandai (sécurité intérieure de Kyoto).
- 17 mars : 
  - Nicolas de Fontaines, évêque de Cambrai. Chanoine, archidiacre de Valenciennes et de Cambray, prévôt de Soignies, chancelier et conseiller de Richard, roi des Romains.
  - Go-Saga, 88e empereur du Japon.
- 29 mars : Humbert de Villette, évêque d'Aoste.
- 2 avril : Richard de Cornouailles ou Richard d'Angleterre, 1er comte de Cornouailles, roi des Romains.
- 15 mai : Thomas de Cantimpré, théologien et hagiographe.
- 20 mai : Guy de Bourgogne, cardinal français, membre de l'ordre de Cîteaux.
- 27 mai : Éric Ier de Schleswig, duc de Schleswig.
- 6 juin : Racibor, duc de Białogarda.
- 6 août : 
  - Étienne V de Hongrie, Roi de Hongrie.
  - Racibor de Białogarda, duc de Białogarda.
- septembre : Marguerite de France, duchesse de Brabant et de Limbourg.
- 2 septembre : Fujiwara no Saneko, impératrice consort du Japon, consort de l'empereur Kameyama.
- 13 septembre : Guillaume de Saint-Amour, philosophe scolastique[1].
- 10 octobre : Yolande de Bretagne, comtesse de Penthièvre et de Porhoët, dame de Moncontour et de Fère-en-Tardenois, est une princesse bretonne.
- 27 ou 30 octobre : Hugues IV de Bourgogne, duc de Bourgogne, roi titulaire de Thessalonique.
- 8 novembre : Gérard d'Abbeville, théologien, enseignant à l'Université de Paris[1].
- 16 novembre : Henri III, roi d'Angleterre, seigneur d'Irlande et duc d'Aquitaine.
- 19 novembre : David d'Augsbourg, un des premiers prêtres franciscains allemands, maître des novices et écrivain d'ouvrages de mysticisme et d'éducation religieuse.
- 13 décembre : Bertold de Ratisbonne, célèbre prédicateur allemand.

- Raymond II Amauri, 37e évêque connu de Nîmes.
- Annibale d'Annibaldi, cardinal italien.
- Isabelle de Beaumont-Gâtinais, comte de Caserte, seigneur de Beaumont-Gâtinais et de Villemomble.
- Jehan Bretel, trouvère.
- Élisabeth de Brabant, noble du duché de Brabant.
- Étienne V de Hongrie, roi de Hongrie et de Croatie
- Vermond de La Boissière, évêque de Noyon.
- Manassès V de Rethel, comte de Rethel.
- Nikpaï Oghoul, Khan djaghataïde.
- Sengaku, moine bouddhiste japonais de l'école tendai.

## Crédit d'auteurs
- Cet article est partiellement ou en totalité issu de l'article intitulé « 1272 » (voir la liste des auteurs).